# Rhytismatales
Ordre
Les Rhytismatales sont un ordre de champignons ascomycètes de la classe des Leotiomycetes.

## Taxinomie
Le nom correct complet (avec auteur) de ce taxon est Rhytismatales M.E. Barr ex Minter, 1986. Il est formé à partir du genre type Rhytisma.

### Synonymes
Rhytismatales a pour synonyme :
- Triblidiales O.E. Erikss., 1992

### Liste des familles et genres non-classés
Selon TAXREF (16 février 2025) :
- Ascodichaenaceae D.Hawksw. & Sherwood, 1982
- Cryptomycetaceae Höhn.
- Cudoniaceae P.F.Cannon, 2001
- Rhytismataceae Chevall., 1826

Famille incertae sedis :
- Karstenia Fr. ex Sacc.
- Laquearia Fr., 1849
- Lasiostictella Sherwood, 1986

Selon MycoBank (16 février 2025) :
- Cudoniaceae P.F. Cannon, 2001
- Rhytismataceae Chevall., 1826
- Triblidiaceae Rehm, 1885

Famille incertae sedis :
- Apiodiscus Petr., 1940
- Bonanseja Sacc., 1906
- Brunaudia (Sacc.) Kuntze, 1898
- Cavaraella Speg., 1923
- Didymascus Sacc., 1896
- Fulvoflamma Crous, 2006
- Gelineostroma H.J. Swart, 1988
- Haplophyse Theiss., 1916
- Hypodermellina Höhn., 1917
- Irydyonia Racib., 1900
- Laquearia Fr., 1849
- Lasiostictella Sherwood, 1986
- Melittosporiella Höhn., 1918
- Mellitiosporium Corda, 1838
- Neophacidium Petr., 1950
- Ocotomyces H.C. Evans & Minter, 1985
- Phaeophacidium Henn. & Lind, 1897
- Pleiostictis Rehm, 1882
- Propolidium Sacc., 1884
- Pseudotrochila Höhn., 1917
- Uyucamyces H.C. Evans & Minter, 1985

### Publication originale
- (en) Hawksworth, D.L. et Eriksson, O.E., « The names of accepted orders of Ascomycetes », Systema Ascomycetum, vol. 5,‎ 1986, p. 182